# Jhon Fuentes Medina
Jhon Eduardo Fuentes Medina (Colombia, siglo XX )es un abogado y político colombiano, que se desempeñó como Gobernador de La Guajira.

## Biografía
Estudió Derecho en la Universidad de La Guajira, misma de la cual posee una especialización en Resolución de Conflictos. Fue Concejal y Diputado a la Asamblea Departamental de La Guajira.
Durante la administración de la Gobernadora Tania Buitrago González, fue Secretario de Apoyo a la Gestión y durante la de Wilbert Hernández Sierra fue Secretario de Gobierno y Participación Ciudadana. Estando en este cargo, Hernández fue suspendido en julio de 2019 por irregularidades en un contrato de $11.415’893.720 de pesos, asumiendo Fuentes como Gobernador Encargado de La Guajira en su reemplazo, por designación del Presidente Iván Duque Márquez.
Aunque Hernández trató de regresar a la Gobernación, en septiembre de 2019, Fuentes fue ratificado en la Gobernación, siendo el octavo gobernador de la Guajira en el mandato 2016-2019. Aunque se debió haber elegido a un noveno gobernador por el método de terna, Fuentes concluyó el período que acabó el 31 de diciembre de 2019.